# Günter Berg (Verleger)
Günter Berg (* 11. Oktober 1959 in Salmünster) ist ein deutscher Verleger und Literaturagent.

## Leben und Wirken
Nach dem Abitur am Ulrich-von-Hutten-Gymnasium in Schlüchtern studierte Günter Berg Germanistik, Politik und Philosophie in Marburg und Frankfurt a.M. Er arbeitete nach seinem Abschluss als wissenschaftlicher Mitarbeiter an der Edition der Werke von Georg Büchner und Bertolt Brecht an den Universitäten Kiel, Tübingen und Karlsruhe.

### Lektor und Verlagsleiter bei Suhrkamp
Im Juni 1989 begann Günter Berg seine Tätigkeit als Lektor beim Suhrkamp Verlag und koordinierte die Herausgabe der Werke von Bertolt Brecht. Im Jahr 1995 übernahm er die Leitung der neu gegründeten Abteilung für Neue Medien. 1996 wurde er zum Leiter des Suhrkamp Taschenbuch Verlags berufen und erwarb sich durch seine Arbeit als Programmleiter und Marketing-Verantwortlicher einen Namen. 2001 übernahm er die Koordination der Verlagsarbeit und unterstützte Siegfried Unseld als Verlagsleiter und verlegerischer Geschäftsführer von Suhrkamp und Insel.
Als Geschäftsführer der Verlage Suhrkamp und Insel war Günter Berg für das tägliche operative Geschäft verantwortlich. Nach dem Tod von Siegfried Unseld 2002 versuchte seine Witwe und Stiftungsvorsitzende Ulla Berkéwicz, ihren Einfluss auf das operative Geschäft auszudehnen. Dadurch kam es zu Kompetenzkonflikten zwischen Berg und Berkéwicz, die schließlich zu Günter Bergs Rücktritt als Geschäftsführer am 26. November 2003 führten. Die Situation eskalierte weiter, als der von Siegfried Unseld berufene Beirat als Reaktion auf Bergs Ausscheiden geschlossen zurücktrat und der Verlag in eine existenzielle Krise geriet.

### Verlagsleiter bei Hoffmann und Campe
Günter Berg bekleidete von 2004 bis 2013 die Position des verlegerischen Geschäftsführers von Hoffmann und Campe, einem in Hamburg ansässigen Verlag mit literarisch anspruchsvoller Tradition. Für die Programmgestaltung und die Entwicklung der Verkaufszahlen betonte Berg die Bedeutung langfristiger Verbindungen des Verlags zu den Autoren. Das Hamburger Abendblatt schrieb am 11. Oktober 2011: „Günter Berg pflegt die liberale Tradition des Hauses, weiß aber auch, dass es die Notwendigkeit gibt, immer wieder sehr erfolgreiche Bücher zu machen.“
Zu den wichtigsten Autoren und Autorinnen, die Berg während seiner Zeit als Programmgeschäftsführer betreute und an den Verlag binden konnte, zählen Siegfried Lenz, Gerhard Henschel, Karl-Heinz Ott, Matthias Politycki, Wolf Haas, Reinhard Kaiser-Mühlecker, William Trevor sowie Loki Schmidt, Gerhard Schröder, Arnold Schwarzenegger und Michail Gorbatschow. Für die Nobelpreisträgerin Doris Lessing veranstaltete Berg eine Ausgabe mit Neuübersetzungen ihrer Werke.

### Internationale Literaturagentur
Nach seinem Ausscheiden aus dem Verlag Hoffmann und Campe gründete Berg eine Literaturagentur mit Sitz in Hamburg und Berlin. Die Agentur vertritt deutsche und internationale Autorinnen und Autoren sowie Verlage aus dem Ausland in Deutschland.

### Engagement für Siegfried Lenz
Mit dem Eintritt in den Verlag Hoffmann und Campe entwickelte Berg ein enges Verhältnis zu zahlreichen Autoren, allen voran Siegfried Lenz. Noch zu Lebzeiten den Autors arrangierte er die Übergabe seines literarischen Vermächtnisses an das Deutsche Literaturarchiv in Marbach (DLA). Seit 2014 ist Berg Herausgeber der Hamburger Ausgabe der Werke von Siegfried Lenz und Vorstand der Siegfried Lenz Stiftung. Berg leitet die Jury des internationalen Siegfried Lenz Preises, der alle zwei Jahre vergeben wird.

## Werke

### Herausgeber
- Bertolt Brecht: Der Kinnhaken. Und andere Box- und Sportgeschichten, 1995
- Bertolt Brecht: Über Verführung. Erotische Gedichte. Mit Illustrationen von Pablo Picasso, 1997
- Bertolt Brecht: Lektüre für Minuten: Gedanken aus seinen Stücken, Schriften und autobiographischen Texten, 1998
- Auf samtweichen Pfoten: Katzengeschichten, 2001
- Liebeszauber: Liebesgedichte aus fünf Jahrhunderten, 2001
- Die schönsten Liebesgedichte, 2002
- Bertolt Brecht: O die unerhörten Möglichkeiten. Ausgewählte Gedichte. Mit Illustrationen von Hans Ticha. Frankfurt a. M., 2023
- Siegfried Lenz: Hamburger Gesamtausgabe in 25 Bänden, 2016–2024

### Autor
- Bertolt Brecht, 1998 (mit Wolfgang Jeske)